# 대한민국의 학교 교육
대한민국의 학교교육은 해방 이후에 새로운 민주 국가를 세워보려는 국민의 의욕과 열망과 함께 실시되었다. 이때의 교육은 문호개방주의, 의무교육제의 추진, 학령인구의 격증, 새로운 대학관(大學觀), 학교설치 기준의 물적 조건의 치중, 징집보류 등의 여러 요인에 의해 급격한 양적 팽창이 초래되었다. 학교와 학생의 수가 양적으로 증가함에 따라 여러 가지 곤란한 문제가 야기되었는데, 첫째는 교육의 질적 저하 문제이고, 둘째는 무계획적인 대학의 인가와 수요를 생각지 않은 학과설치에 의한 교육적 낭비였다.

## 교육 제도
교육 제도의 정립은 1948년의 대한민국 헌법과 1949년의 교육법에 의해 그 근간이 마련된 이후 교육공무원법·사립학교법·학교시설사업촉진법·유아교육진흥법·사회교육법·산업교육진흥법·도서벽지교육진흥법·과학교육진흥법·특수교육진흥법·도서관법·지방교육재정교부금법 등 관계법령의 제정과 정비로 구현되었다. 특히, 초등교육에 이어 중등교육의 의무교육제도 도입은 평생 교육 진흥과 함께 사회교육법에 교육기회 확대의 제도적 기반을 구축한 것이며, 방송고등학교·방송통신대학의 설치 및 산업체 근로청소년을 위한 특별학급의 설치·운영과 그 궤를 같이 하는 것이다.

### 헌법상의 근거
대한민국 헌법은 제31조에서 "
①모든 국민은 능력에 따라 균등하게 교육을 받을 권리를 가진다. 
②모든 국민은 그 보호하는 자녀에게 적어도 초등교육과 법률이 정하는 교육을 받게 할 의무를 진다. 
③의무교육은 무상으로 한다. 
④교육의 자주성·전문성·정치적 중립성 및 대학의 자율성은 법률이 정하는 바에 의하여 보장된다. 
⑤ 국가는 평생교육을 진흥하여야 한다. 
⑥학교교육 및 평생교육을 포함한 교육제도와 그 운영, 교육재정 및 교원의 지위에 관한 기본적인 사항은 법률로 정한다"고 규정하여 과거 포괄적·추상적·제한적 성격에서 구체적인 실현을 도모하고 있다. 
무엇보다도 지방자치제도의 부활로 법률 형식에 머물러 있던 교육자치제도가 활성화되었다. 교육법에서는 '교육은 홍익인간의 이념 아래 모든 국민으로 하여금 인격을 완성하고 자주적 생활능력과 공민으로서의 자질을 갖추게 하여 민주국가발전에 봉사하며 인류공영의 이상실현에 기여함을 목적으로 한다'고 밝히면서 헌법의 기본원리·원칙을 계승하여 그것의 구현을 위한 기본적 규정을 설치하고 있다.

### 학제
대한민국의 학제는 1949년의 교육법에 의하여 그 기초가 명시되었고, 1950년과 1951년의 교육법 개정에 의하여 상당한 수정이 가해졌으나 근본적인 변동없이 유지되고 있다. 기간학제로서 초등학교(6년)－중학교(3년)－고등학교(3년)－대학교(4년)로 연결되는 단선형의 6－3－3－4제를 이루고 있으며, 총교육연한은 16년이다. 이 제도에서 예외가 되는 것은 수업연한이 2년 내지 3년인 전문대학과 2년 내지 4년인 방송통신대, 예과 2년을 합쳐 6년인 한의학·의과·치과대학이다.
각급 학교는 국가·지방자치단체·법인 및 사인 등 설립자에 따라 국립·공립·사립으로 분류되나 교육의 공공성 보장을 위해 공·사립의 초·중등교육기관은 시·군 및 자치구 교육장의, 공·사립의 고등학교와 특수학교는 시·도 교육장의, 국립의 각급학교와 공·사립의 대학은 교육부장관의 감독을 받는다. 초등교육은 전면적으로, 중등교육은 부분적으로 의무교육이 실시되고 있는데 국가 또는 지방자치단체가 설치·경영하는 학교는 의무교육을 받는 자에 대하여 수업료를 받을 수 없다.
특수학교는 장애인에게 유치원·초등학교·중학교·고등학교에 준한 교육과 그 실생활에 필요한 지식 및 기능을 가르치며, 전문기술교육을 위해 1년 이상의 전공과를 설치할 수 있다.
공민학교와 기술학교
이들은 과거에 있었던 학교이다. 공민학교는 초등교육을 받지 못하고 학령을 초과한 사람을 대상으로 3년의 수업연한으로 초등보통교육을 실시하며 고등공민학교의 수업연한은 1년 이상 3년이며 초등학교 또는 공민학교를 졸업한 자가 입학하고, 기술학교는 초등학교·공민학교를 졸업한 자 또는 동등 이상의 학력이 있다고 인정되는 자가 입학하여 1년 이상 3년의 수업연한으로 직업교육을 이수하며, 고등기술학교는 3년제 기술학교, 3년제 고등공민학교, 중학교를 졸업한 자 또는 이와 동등 이상의 학력이 있다고 인정되는 사람으로서 1년 이상 3년의 수업연한으로 직업교육을 실시하는데, 고등학교를 졸업한 정도의 학력을 가진 사람에게 특수한 전문기술교육을 하기 위하여 수업연한 1년 이상의 전공과를 둘 수 있으며 공장 또는 사업장은 기술학교 또는 고등기술학교를 설립·경영할 수 있었다.

## 학교 수와 학생 수의 증가
교육기반의 양적인 측면에서도 대한민국의 교육은 괄목할 만한 성장을 보여 각급 학교 수와 교원 수의 변화추세를 보면 유치원은 1976년의 635개소 2,288명에서 2003년에는 8,292개소 30,290명으로, 초등학교는 6,405개교 109,530명에서 5,463개교 154,075명으로, 고등학교는 1,198개교 309,027명에서 2,031개교 115,829명으로 각각 증가하였으며, 대학교의 경우 72개교 10,080명에서 169개 교 45,272명으로 증가하였다.

## 같이 보기
- 대한민국의 교육
- 대한민국의 유치원
- 대한민국의 초등학교: 지역별
- 대한민국의 중학교: 지역별
- 대한민국의 고등학교: 지역별
- 대한민국의 대안학교
- 대한민국의 대학
- 대한민국의 전문대학교
- 대한민국의 대학교